# Once Sent from the Golden Hall
Once Sent from the Golden Hall ist das erste Studioalbum der schwedischen Melodic-Death-Metal-Band Amon Amarth. Es erschien am 10. Februar 1998 via Metal Blade Records.

## Entstehungs- und Veröffentlichungsgeschichte
Das Album wurde ursprünglich im März 1997 im Sunlight-Studio in Stockholm aufgenommen, da nach Bandangaben jedoch der Studioeigentümer Tomas Skogsberg die Aufnahmen nicht zufriedenstellend bearbeitete, wurde es im folgenden Herbst im Abyss-Studio von Peter Tägtgren neu überarbeitet und abgemischt.
Once Sent from the Golden Hall wurde am 10. Februar 1998 auf 1000 Stück limitiert als CD und LP veröffentlicht. Das Cover dieser Veröffentlichung stammt von Peter Kinmark. 2005 brachte Metal Blade eine auf 500 Stück limitierte LP auf den Markt. 2009 erschien eine „Deluxe Edition“ als Doppel-CD mit ausklappbaren Digipack. Die erste CD enthält das ursprüngliche Album neu gemastert durch Jens Bogren, und zusätzlich das Lied Siegreicher Marsch, die deutsche Version von Victorious March, das bereits 2002 auf „Versus the World“ veröffentlicht worden war. Die zweite CD enthält die Aufnahmen der ersten „Bloodshed Over Bochum“-Live-Show vom 28. Dezember 2008 in Bochum, bei der die Band das Album in voller Länge gespielt hatte. Neben einem 24-seitigen Booklet wurden auch Liner-Notes von Hegg und Mikkonen beigelegt. Das Cover zeigt das verkleinerte Original-Cover umrahmt von vier Schwertern.

## Rezeption
Die Kritiken fielen insgesamt positiv aus:
Allmusic findet zwar, dass „Amon Amarths Kriegeshymnen sich selbst ein bisschen zu ernst nehmen“, lobt aber das „kompetente Songwriting“ und die „exzellenten Musiker“. Der Rezensent Chad Bowar findet, der typische Klang der Band wäre schon auf diesem Album zu hören. Chris McDonald findet dagegen, das Album enthalte „manches vom besten Material, das Amon Amarth bis heute geschrieben hat“ und lobt die im Vergleich zu späteren Alben relativ hohe Komplexität. waytooloud.com vergibt viereinhalb von fünf Punkten.

## Titelliste
1. Ride for Vengeance – 4:28
2. The Dragon´s Flight across the Waves – 4:33
3. Without Fear – 4:50
4. Victorious March – 7:56
5. Friends of the Suncross – 4:42
6. Abandoned – 6:00
7. Amon Amarth – 8:06
8. Once sent from the Golden Hall – 4:11